# Đại học quốc lập Trung ương
24°58′7,9″B 121°11′31,2″Đ / 24,96667°B 121,18333°Đ
Đại học quốc lập Trung ương cũng là tên cũ của Đại học Nam Kinh.
Đại học Quốc lập Trung ương , gọi tắt là NCU, là một trường đại học nghiên cứu công lập có truyền thống lâu đời ở quận Trung Lịch, thành phố Đào Viên, Đài Loan. NCU có diện tích 62 hecta, gồm 8 đơn vị, 26 khoa, 19 viện sau đại học, 6 trung tâm nghiên cứu cấp đại học và một trung tâm nghiên cứu thống nhất, Văn phòng Trung tâm Giảng dạy (Office of Teaching Centers - OTC) và trường trung học phổ thông Trung Lịch trực thuộc. Bên cạnh đó, trường còn sở hữu Đài thiên văn Lộc Lâm (Lulin) tọa lạc trên ngọn núi Lộc Lâm Tiền (Front Lulin), cao 2.862m so với mặt nước biển, nằm gần công viên quốc gia Ngọc Sơn. Kính thiên văn tại đây là kính viễn vọng lớn nhất Đài Loan với đường kính 1m. Đài thiên văn này không chỉ là nơi quan sát, nghiên cứu thiên văn quan trọng của Đài Loan mà còn tham gia nhiều kế hoạch thiên văn quốc tế khác. NCU thực sự là một trường đại học tổng hợp với cơ sở vật chất đầy đủ về cả nghiên cứu khoa học và nhân văn. Đại học Quốc gia Tsing Hua (Thanh Hoa), Đại học Quốc gia Yangming Chiao Tung (Dương Minh Giao thông) và Đại học Quốc gia Chengchi (Chính trị) cùng nhau thành lập Hệ thống Đại học Liên kết Đài Loan. Bốn trường đại học được hưởng các thỏa thuận hợp tác như chia sẻ tài nguyên sách và các khóa học liên trường và các khoa bổ trợ.
Đại học Quốc lập Trung Ương được thành lập tại Nam Kinh năm 1915, thủ đô cũ của Trung Hoa Dân Quốc. Tiền thân của nó có thể bắt nguồn từ Trường Sư phạm Tam Giang do Trương Chi Động (Zhang Zhidong), thống đốc của Lưỡng Giang vào cuối triều đại nhà Thanh, tổ chức. Năm 1915, Trường Sư phạm Cao cấp Nam Kinh được lên kế hoạch xây dựng trên địa điểm ban đầu, tiếp theo là Đại học Quốc gia Đông Nam, Đại học Quốc gia Tôn Trung Sơn và các giai đoạn khác, và cuối cùng được đặt tên là Đại học Quốc lập Trung Ương vào tháng 5 năm 1928. Sau Nội chiến giữa Quốc dân đảng và Đảng Cộng sản, Cộng hòa Nhân dân Trung Hoa đã chia Đại học Trung ương Quốc gia thành 19 trường đại học bao gồm Đại học Nam Kinh và Đại học Đông Nam vào năm 1952. Năm 1962, Dai Yungui và các cựu sinh viên khác chuẩn bị cho việc thành lập lại Đại học Quốc lập Trung ương ở Đài Loan, và ban đầu thành lập "Viện Địa vật lý, Đại học Quốc lập Trung ương" ở Erpingshan, huyện Miêu Lật (Miaoli). Năm 1968, nó được chuyển đến thành phố Trung Lịch để khôi phục trường Đại học và đổi tên thành "Đại học Khoa học Đại học Trung tâm Quốc gia".Năm 1979, nó chính thức được đổi tên thành "Đại học Quốc lập Trung ương", tuy nhiên, do trường hoạt động trở lại muộn, vị thế của trường đại học tốt nhất trước đây của NCU đã được thay thế bằng Đại học Quốc gia Đài Loan (NTU), tuy nhiên trường vẫn tích cực hợp tác với các nghiên cứu hàng đầu khác các trường đại học.

## Lịch sử thành lập

### Đại học Quốc gia Trung ương (thời kỳ đại lục, trước 1949)
Tiền thân của NCU có thể bắt nguồn từ Trường Sư phạm Tam Giang được thành lập vào năm 1902. Nó được đổi tên thành Trường Sư phạm Cao cấp Lưỡng Giang vào năm 1906 và bị đóng cửa sau Cách mạng năm 1911. Năm 1915, Trường Sư phạm Quốc gia Cao cấp Nam Kinh, được thành lập trên địa điểm ban đầu của Trường Sư phạm Cao cấp Lưỡng Giang, đã được thành lập. Năm 1921, Đại học Sư phạm Cao cấp Nam Kinh được mở rộng thành Đại học Quốc gia Đông Nam, Năm 1923, Nam Cao sáp nhập vào Đông Đại, sau Đại học Quốc gia Tôn Trung Sơn (1927-1928), Đại học Giang Tô (đầu 1928) và các thời kỳ khác, chính thức mang tên "Đại học Quốc gia Đông Nam" vào tháng 5 năm 1928. Năm 1937, khi Chiến tranh chống Nhật bùng nổ ở Trung Quốc, NCU chuyển từ Nam Kinh đến Trùng Khánh (Trường Y chuyển đến Thành Đô - Tứ Xuyên). Sau khi Chiến tranh chống Nhật thắng lợi, nó chuyển về Nam Kinh. Tục ngữ có câu " Phía Bắc có Đại học Bắc Kinh, phía Nam có đại học Quốc lập Trung Ương" đã nói lên vị thế của NCU vào thời điểm đó. Vào tháng 6 năm 1927, Cai Yuanpei giữ chức hiệu trưởng Đại học Cao đẳng Trung Hoa Dân Quốc, theo gương Hệ thống Khu Đại học của Pháp, nó được tổ chức lại thành Đại học Quốc gia Tôn Trung Sơn theo thứ tự của các tỉnh phía bắc. Vào tháng 2 năm 1928, nó được lệnh đổi tên thành Đại học Giang Tô dựa theo vị trí địa lý, từ "Quốc gia" và "không đủ để làm trung tâm của đất nước, cũng không đủ để thiết lập quy mô của nền giáo dục của thủ đô" đã gây ra một "xu hướng đổi tên". Các giáo viên và sinh viên đã đình công và phản đối việc đổi tên thành "Đại học Quốc gia Nam Kinh", và gửi một lá thư cho Wu Zhihui để nhờ sự hỗ trợ, Wu Zhihui cũng đưa ra ý tưởng về "Đại học Thủ đô Quốc gia", nhưng vẫn khó đưa ra kết luận trong một thời gian. Sau đó, Ma Yuanfang, ủy viên điều hành của Tỉnh ủy Giang Tô của Quốc Dân Đảng, đã đề xuất đổi tên thành "Đại học Trung tâm Quốc gia", bởi vì từ "Trung tâm" có một vương miện vinh quang, không chỉ đánh dấu vị trí của thủ đô của đất nước, nhưng cũng đủ làm nổi bật và hình thành trung tâm văn hóa giáo dục quốc gia.
Cho đến tháng 5 năm 1928, chính phủ quốc gia chính thức đặt tên là Đại học Quốc lập Trung ương, thầy và trò cùng nhau ăn mừng. Năm 1928, các khoa và phòng ban của NCU được thành lập:
- Khoa Khoa học: Khoa Toán, Khoa Sinh học, Khoa Vật lý, Khoa Hóa học, Khoa Tâm lý học, Khoa Khoa học Trái đất.
- Khoa Y: Khoa Y học cơ bản, Khoa Y học lâm sàng;
- Khoa Luật: Khoa Chính trị, Khoa Kinh tế, Khoa Luật;
- Khoa Kinh doanh: Khoa Quản trị Kinh doanh, Khoa Quản lý Tài chính Ngân hàng, Khoa Kế toán, Khoa Thương mại Quốc tế;
- Cao đẳng Sư phạm: Khoa Giáo dục, Chuyên ngành Giáo viên, Chuyên ngành Giáo dục thể chất, Chuyên ngành Nghệ thuật;
- Trường Cao đẳng Kỹ thuật: Khoa Xây dựng, Khoa Kiến trúc, Khoa Cơ khí, Khoa Điện, Khoa Kỹ thuật Hóa học;
- Khoa nghệ thuật: Khoa tiếng Trung, Khoa ngoại ngữ, Khoa lịch sử, Khoa triết học, Khoa xã hội học;
- Trường Cao đẳng Nông nghiệp: Khoa Nông học, Khoa Trồng trọt, Khoa Sản xuất Nông nghiệp.

Năm 1932, Trường Kinh doanh NCU ở Thượng Hải trở thành Trường Kinh doanh Quốc gia Thượng Hải và Trường Y khoa NCU trở thành Trường Cao đẳng Y tế Quốc gia Thượng Hải. Năm 1935, Đại học Zhongda xây dựng lại Trường Cao đẳng Y tế Nam Kinh. Năm 1937, do Chiến tranh chống Nhật Bản, nó di chuyển về phía tây đến Shapingba, Trùng Khánh. Với sự giúp đỡ của Đại học Trùng Khánh, và trường y chuyển đến Huaxiba, Thành Đô, nhờ sự hỗ trợ của Đại học Tây Trung Quốc. Vào tháng 11 năm 1946, trường được chuyển về Nam Kinh và hoạt động trở lại. Vào thời điểm này, NCU đã thành lập bảy trường cao đẳng khoa học, y học, luật, trường học bình thường, kỹ thuật, văn học và nông nghiệp. Về số lượng, nó có nhiều khoa nhất trong cả nước; từ trường đại học đến viện nghiên cứu.
Năm 1937, Chiến tranh chống Nhật Bản của Trung Quốc bùng nổ. Vào tháng 11, NCU di chuyển về phía tây đến Shapingba, Trùng Khánh và xây dựng một tòa nhà trường học ở Songlinpo do Đại học Trùng Khánh cho mượn để tiếp tục hoạt động. Sau đó, một khuôn viên mới được xây dựng lần đầu tiên ở Baixi. Trường Y chuyển đến Huaxiba, Thành Đô và mượn tòa nhà của Đại học Tây Trung Quốc. Trong cuộc chiến tranh chống Nhật Bản, dưới lời kêu gọi của chính phủ quốc dân "một tấc sông, một tấc máu, trăm vạn thanh niên, vạn quân ", các sinh viên của Đại học Trung Đại và Đại học Trùng Khánh đã tham gia quân đội chiếm 1/3 số học sinh. Vào thời điểm đó, chính phủ lâm thời của Đại Hàn Dân Quốc do Syngman Rhee lãnh đạo tạm thời được đặt tại khuôn viên của NCU (ở phía bên phải của Bức tường Dân chủ Songlinpo). NCU thực sự là tổ chức giáo dục đại học cao nhất trong cả nước vào thời điểm đó, với quy mô vừa và lớn, đầy đủ các ngành học và đội ngũ giáo sư hùng hậu đứng đầu trong số tất cả các trường đại học trong cả nước. Năm 1941 và 1943, Bộ Giáo dục đã chọn 45 " Giáo sư do Bộ bổ nhiệm " có "danh tiếng xuất sắc và đóng góp đặc biệt", và 12 người được NCU chọn, chiếm hơn một phần tư tổng số. Và vào thời điểm đó, kinh phí của NCU tương đương với số tiền của Đại học Bắc Kinh, Thanh Hoa, Truyền thông và Chiết Giang cộng lại. Trong những ngày đầu của cuộc kháng chiến chống Nhật Bản, trong đợt tuyển sinh thống nhất của "kỳ thi chung" của các trường đại học danh tiếng trên cả nước, 2/3 thí sinh trong cả nước đã chọn NCU làm nguyện vọng 1. Đến năm 1941, NCU đã thành lập bảy trường cao đẳng (khoa học, y học, luật, đào tạo giáo viên, kỹ thuật, văn học, nông nghiệp), một viện nghiên cứu, năm mươi sáu khoa, chín khoa nghiên cứu, một trường cao đẳng cơ sở, một trường trung học trực thuộc, cũng như bệnh viện, trang trại, nhà máy, v.v.; có 183 giáo sư và phó giáo sư toàn thời gian, 39 giảng viên và 179 trợ giảng; có 3.153 sinh viên đại học và trường cung cấp tổng cộng 829 khóa học. Vào năm thứ 36 của Trung Hoa Dân Quốc, NCU có 7 học viện, 41 khoa và phòng ban, và 23 tổ chức nghiên cứu.
Vào tháng 11 năm 1946, NCU chuyển về Nam Kinh, các khoa và bộ môn của năm sau được thành lập như sau:
- Trường Khoa học: Khoa Toán, Khoa Sinh học, Khoa Vật lý, Khoa Hóa học, Khoa Tâm lý, Khoa Địa lý, Khoa Địa chất, Khoa Khí tượng;
- Khoa Y: Y khoa, Nha khoa, Chuyên khoa nha khoa, Chuyên ngành giáo viên điều dưỡng, Khoa dạy nghề kiểm tra y tế nâng cao;
- Khoa Luật: Khoa Xã hội học, Khoa Chính trị, Khoa Kinh tế, Khoa Luật, Khoa Biên giới, Nhóm Tư pháp;
- Trường Cao đẳng Sư phạm: Khoa Giáo dục, Khoa Giáo dục Thể chất, Khoa Nghệ thuật, Khoa Giáo dục Thể chất chuyên ngành;
- Đại học Kỹ thuật: Khoa Xây dựng, Khoa Thủy lợi, Khoa Kiến trúc, Khoa Cơ khí, Khoa Hàng không, Khoa Điện, Khoa Kỹ thuật Hóa học;
- Khoa nghệ thuật: Khoa tiếng Trung Quốc, Khoa ngoại ngữ, Khoa lịch sử, Khoa triết học, chuyên ngành tiếng Nga;
- Trường Cao đẳng Nông nghiệp: Khoa Nông học, Khoa Nông hóa, Khoa Kinh tế Nông nghiệp, Khoa Trồng trọt, Khoa Chăn nuôi Thú y, Khoa Lâm nghiệp, Khoa Chăn nuôi Thú y.

Đồng thời, Viện bao gồm tiếng Trung, ngoại ngữ, lịch sử, địa lý, triết học, toán học, sinh học, vật lý, hóa học, tâm lý học, luật, kinh tế chính trị, giáo dục, nông học, lâm nghiệp, kinh tế nông nghiệp, chăn nuôi và thú y, kỹ thuật dân dụng, máy móc điện, sinh lý học, Y tế công cộng và Hóa sinh và các khoa khác, ngoài ra còn có các trường mẫu giáo, trường tiểu học, trường trung học cơ sở trực thuộc, v.v.
Vào tháng 4 năm 1940, chính phủ Uông Tinh Vệ đã thành lập "Ủy ban chuẩn bị khôi phục Đại học Quốc gia Trung ương" tại Nam Kinh, đơn phương tuyên bố nối lại Đại học Quốc gia Trung ương, và nhanh chóng chuyển đến địa điểm cũ của Đại học Kim Lăng (nay là nửa phía đông). của Công viên phía Bắc của Đại học Nam Kinh. Sau chiến thắng của Chiến tranh chống Nhật Bản năm 1945, "Đại học giả Trung tâm" của Nam Kinh đã bị giải tán và Đại học Nam Kinh, đã bị giải thể, đã đàm phán với Đại học Kim Lăng.
Sự phát triển và thay đổi của NCU bị ảnh hưởng rất nhiều bởi tình hình chính trị hiện tại. Đại học Quốc gia Đông Nam trong chế độ Bắc Dương ở thời kỳ đầu của Trung Hoa Dân Quốc từng bị Quốc dân đảng coi là "thành trì của các thế lực phản động." Sau khi sáp nhập, nó trở thành Đại học Trung ương Quốc gia, trở thành cơ sở giáo dục đại học đầu tiên ở Trung Quốc dưới sự lãnh đạo của Luo Jialun. Sau khi ĐCSTQ thành lập, nhiều giáo viên, sinh viên và cựu sinh viên của NCU đã trốn sang Đài Loan. Đại học Quốc gia Trung ương ở Nam Kinh đã trải qua nhiều lần phân chia và thay đổi phức tạp, năm 1949 đổi tên thành Đại học Quốc gia Nam Kinh, năm sau đổi tên thành Đại học Nam Kinh. Năm 1952, khi các trường cao đẳng và khoa của Trung Quốc đại lục được điều chỉnh, Khoa Nghệ thuật và Khoa học của Đại học Nam Kinh sáp nhập với Khoa Khoa học và Nghệ thuật Tự do của Đại học Jinling và chuyển đến địa điểm Tháp Trống Jinda, trở thành Đại học Nam Kinh mới; với Trường Cao đẳng Kỹ thuật là cơ quan chính của Đại học Trung tâm cũ Sipailou Thành lập Học viện Công nghệ Nam Kinh (sau đổi tên thành Đại học Đông Nam); Trường Cao đẳng Nông nghiệp và Trường Cao đẳng Nông nghiệp Jinda hợp nhất để thành lập Trường Cao đẳng Nông nghiệp Nam Kinh. Đại học Sư phạm Nam Kinh được sáp nhập với các khoa liên quan của Đại học Kim Lăng để thành lập Đại học Sư phạm Nam Kinh, tọa lạc tại địa điểm cũ của Trường Cao đẳng Khoa học và Nghệ thuật Nữ sinh Kim Lăng; Trường Y được thành lập độc lập với tên gọi Đại học Quân y số 5, ban đầu là Trường Đại học Sư phạm Nam Kinh. được thành lập tại địa điểm cũ của Cục thứ hai của Dingjiaqiao; Khoa Lâm nghiệp sáp nhập với các khoa liên quan của một số trường đại học để thành lập Cao đẳng Hàng không Đông Trung Quốc, Cao đẳng Thủy lợi Đông Trung Quốc và Cao đẳng Lâm nghiệp Nam Kinh ở Nam Kinh; trường luật bị bãi bỏ. Vài năm sau, Đại học Quân y số 5 và Học viện Hàng không Hoa Đông chuyển đến Tây An và sáp nhập với các trường khác để tạo thành Đại học Quân y số 4 và Đại học Bách khoa Tây Bắc.

### Đại học Quốc gia Trung ương (tái lập tại Đài Loan, sau năm 1949)
Sau khi thành lập Cộng hòa Nhân dân Trung Hoa, Trường Yi được đặt tên là Đại học Quốc gia Nam Kinh và đã bị dỡ bỏ và chia thành 11 tổ chức giáo dục đại học kiểu Xô Viết. Sau khi chính phủ Trung Hoa Dân Quốc chuyển đến Đài Loan, nó đã nối lại trường học ở Đài Loan vào năm 1962. Khi bắt đầu nối lại, "Viện Vật lý Địa cầu, Đại học Quốc gia Trung ương" lần đầu tiên được thành lập tại Erping Mountain, Miaoli (nay là địa điểm của Đại học Quốc gia Thống nhất), và chuyển đến vào năm 1968. Từ địa điểm đến Zhongli Shuanglianpo (địa điểm hiện tại), khoa đại học đã được khôi phục và đổi tên thành "Trường Khoa học Đại học Trung ương Quốc gia". Năm 1979, nó chính thức được đổi tên thành "Đại học Quốc lập Trung ương". Hiện tại, có 8 trường cao đẳng khoa học, kỹ thuật y sinh, công nghệ thông tin, khoa học trái đất, Hakka, quản lý, kỹ thuật và văn học, 22 khoa, 51 viện nghiên cứu và hơn 40 trung tâm nghiên cứu.
Trường Trung học Trực thuộc Đại học Quốc gia Trung ương cũ được đổi tên thành Trường Trung học Trực thuộc Đại học Quốc gia Nam Kinh sau năm 1949. Sau khi trường học trở lại ở Đài Loan, Trường Trung học Quốc gia Zhongli đã được chuyển đến NCU vào tháng 10 năm 2013 và đổi tên thành Trường Trung học Phổ thông Zhongli trực thuộc Đại học Quốc lập Trung ương (gọi tắt là NCU), trở thành trường trung học đầu tiên trực thuộc NCU.
Đại học Quốc lập Trung ương ban đầu là tổ chức học tập cao nhất ở Trung Hoa Dân Quốc. Sau năm 1949, chính phủ chuyển từ Nam Kinh đến Đài Loan. Đối với chính phủ Trung Hoa Dân Quốc, vị thế học thuật và giáo dục đại học của NCU hầu như đã bị thay thế bởi Đại học Quốc gia Đài Loan (NTU). Nhiều giáo viên, sinh viên và cựu sinh viên của NCU đã đến Đài Loan vào khoảng năm 1949, và tất cả họ đều định cư tại NTU để thực hiện công việc nghiên cứu và giảng dạy học thuật, vì vậy giữa hai trường đại học có một mức độ quan hệ nhất định. Điều đáng nói là năm trong số mười cựu chủ tịch của NTU đều là cựu sinh viên của NCU. Trong số đó, Dai Yungui cũng đã chủ trì việc tái cấu trúc NTU trong nhiệm kỳ của mình với tư cách là trưởng khoa NTU.
Dưới sự nỗ lực tích cực của các giáo viên, sinh viên và cựu sinh viên của NCU, năm 1958, Bộ Giáo dục Trung Hoa Dân Quốc đã phê chuẩn việc nối lại NCU tại Đài Loan; vào tháng 5 năm 1962, thành lập "Viện Vật lý Địa cầu Đại học Trung ương Quốc gia", Mei Yiqi, Huang Jilu, Xu Baiyuan và những người khác lần lượt giữ chức chủ tịch ủy ban trù bị; vào tháng 7 cùng năm, Viện Vật lý Địa cầu của NCU chính thức được thành lập, Dai Yungui là giám đốc đầu tiên và ban đầu mượn Bảo tàng Vật lý của Đại học Quốc gia Đài Loan; năm sau, nó chuyển đến Erpingshan, Miaoli County (nay là Đại học Quốc gia Thống nhất); 1967 Chuyển đến Shuanglianpo, Zhongli City, Taoyuan County vào năm 1968 do quy mô khuôn viên nhỏ; năm 1968, nó được đổi tên "Đại học Khoa học Trung ương Quốc gia", với hai khoa Vật lý và Vật lý Khí quyển tại Khoa Đại học, với Dai Yungui là trưởng khoa; Năm 1979, tên của trường được khôi phục thành Đại học Quốc lập Trung ương, và nó được mở rộng thành một đại học tổng hợp Li Xinmin từng là tổng thống đầu tiên ở Đài Loan.
Năm 1998, việc thành lập Trường Khoa học Trái đất và Trường Thông tin và Kỹ thuật Điện đã được phê duyệt; năm 2002, nó được Bộ Giáo dục Trung Hoa Dân Quốc chọn là một trong bảy trường đại học nghiên cứu trọng điểm đầu tiên. Cao đẳng Hakka được thành lập vào năm 2003. Năm 2013, NCU đã phát triển thành một trường đại học nghiên cứu toàn diện hàng đầu tại Đài Loan.
Năm 2014, trường đã hợp nhất Khoa Khoa học Đời sống, Viện Khoa học Thần kinh và Nhận thức, Viện Sinh học Hệ thống và Tin sinh học thuộc Khoa Khoa học, Viện Kỹ thuật Y sinh thuộc Khoa Kỹ thuật và Viện Y học Dịch thuật Liên ngành. để thành lập trường Đại học Khoa Khoa học và Kỹ thuật Y tế và Khoa Khoa học và Kỹ thuật Y sinh mới là Khoa thứ tám của NCU.
Vào năm 2020, Khoa Khoa học và Kỹ thuật Vũ trụ được thành lập, là khoa đại học đầu tiên và duy nhất liên quan đến vũ trụ ở Đài Loan, mục đích là đào tạo các phi hành gia và nhà khoa học vũ trụ, những người sẽ đến NASA thực hiện các nhiệm vụ.

### Hiệu trưởng

#### Thời kỳ Trung Hoa Dân Quốc
| Tên              | Nhiệm Kỳ    | Nhận xét                                                                                   |
| ---------------- | ----------- | ------------------------------------------------------------------------------------------ |
| Miêu Tuyền Tôn   | 1902－      | Trường Sư phạm Tam Giang, năm thành lập NCU?                                               |
| Lý Thụy Thanh    | 1905 -1912  | Trường sư phạm xuất sắc Lương Giang, năm NCU được thành lập?                               |
| Khương Thiển     | 1914 -1919  | Trường trung học phổ thông quốc gia Nam Kinh                                               |
| Quách Bính Văn   | 1919 -1925  | Trường Sư phạm Quốc gia Nam Kinh, Đại học Quốc gia Đông Nam                                |
| Trương Nại Ngạn  | 1927 - 1930 | Đại học Quốc gia thứ tư Sun Yat-Sen, Đại học Quốc gia Giang Tô, Đại học Trung tâm Quốc gia |
| Chu Kiến Hoa     | 1930 - 1931 |                                                                                            |
| Lưu Quang Hoa    | 1931        | ?                                                                                          |
| Nhậm Hồng Quân   | 1931        | ?                                                                                          |
| Đoạn Xipeng      | 1931        | ?                                                                                          |
| Lý Tư Quang      | 1931        | ?                                                                                          |
| Lạc Gia Luân     | 1932 - 1941 |                                                                                            |
| Cố Mộng Ngọc     | 1941 - 1943 |                                                                                            |
| Tưởng Giới Thạch | 1943 - 1944 |                                                                                            |
| Cố Ngọc Tú       | 1944 - 1945 |                                                                                            |
| Ngô Hữu Huân     | 1945 - 1947 |                                                                                            |
| Chu Hồng Cảnh    | 1948 - 1949 |                                                                                            |

#### Thời kỳ ở Đài Loan
| Tên            | Nhiệm kỳ    | Nhận xét                                                                                     |
| -------------- | ----------- | -------------------------------------------------------------------------------------------- |
| Mai Dịch Kỳ    | 1962        | Ủy ban chuẩn bị Viện Địa vật lý Đại học Quốc gia Trung ương                                  |
| Mang đường ray | 1962 - 1973 | Viện Vật lý Địa cầu, Đại học Quốc gia Trung ương, Khoa Khoa học, Đại học Quốc gia Trung ương |
| Lý Tín Dân     | 1973 - 1982 | Đại học Quốc gia Trung ương Khoa Khoa học và Đại học Quốc gia Trung ương nối lại tên của họ  |
| Viên Xuyên Đào | 1982 - 1990 |                                                                                              |
| Lưu Triệu Hàn  | 1990 - 2003 |                                                                                              |
| Lưu Toàn Sinh  | 2003 - 2006 |                                                                                              |
| Lý Lạc Tuyền   | 2006 - 2008 |                                                                                              |
| Giang Vệ Ninh  | 2008 - 2009 |                                                                                              |
| Giang Vệ Ninh  | 2009 - 2012 | Nhậm chức Bộ trưởng Giáo dục                                                                 |
| Lưu Chấn Vinh  | 2012 - 2012 |                                                                                              |
| Lý Thành       | 2012 - 2013 |                                                                                              |
| Chu Cảnh Dương | 2013 - nay  |                                                                                              |